# Séisme de 1911 à Sarez
Le séisme de 1911 à Sarez s'est produit dans la province autonome du Haut-Badakhchan, dans les montagnes du Pamir. D'une magnitude de 7,4, il a provoqué un important glissement de terrain qui a barré le cours de la rivière Murghab et a donné naissance au lac Sarez. 90 personnes ont été tuées dans leurs habitations, ensevelies sous les débris de l'éboulement qui constitue depuis le barrage Usoi.